# Димят
Димят е стар местен български винен сорт грозде.
Отглежда се и в Сърбия, Северна Македония, Румъния, Гърция, Турция и Русия. В България е широко разпространен по Черноморското крайбрежие, в Шуменско и Старозагорско и района на Евксиноград, където е райониран. Отлежда се и в много райони в цяла Източна и Южна България.

## Номенклатура и характеристики
Сортът е познат и с наименованията: Дамят (Сливенско), Семендра (Русенско), Смедеревка (Македония, Сърбия), Semendru (Румъния), Дертония (Турция), Галан (Русия).
Димят е късен, винен и десертен сорт. Гроздето му узрява през втората половина на септември. Има силен растеж, висока родовитост и висок добив. Добивът е около 2000 кг от декар. Добре се развива на склонове със скелети и варовити почви. Страда от засушаване. Устойчив е на гниене, но е чувствителен към ниските зимни температури.
Гроздът е среден (250 гр.), коничен, понякога с крила, полусбит. Зърната са едри, овални, зеленикаво-жълти. Ципата е тънка и крехка. Месото е сочно, вкусно, свежо, със слаб ванилиен привкус. От гроздето му се получават обикновени бели трапезни вина и висококачествен материал за конячен дестилат. Ако не е в купаж с друг сорт, а се използва самостоятелно, сортовите вина са ароматни, обикновено сухи и хармонични.

## Районна лозаро-винарска кооперация „Димят“ Варна
Архивните фондове съдържат документи за дейността на дружеството, създадено през 1920 и реорганизирано през 1947. Дейността му включва изкупуване и продажба на кооперативни начала на производството на дребните варненски лозари, като предприятието просъществува до 1959 г. Запазени са протоколни книги на общи годишни събрания, данни за броя и движението на членовете на кооперацията, по приемане устава на кооперацията, по сключване заеми с банки; решение за създаване на сортов лозов разсадник; преписки по износ на грозде, по откриване на винарски отдел и обзавеждане винарска изба.